# 平顺县文物保护单位
平顺县文物保护单位，是根据《中华人民共和国文物保护法》的规定，由山西省平顺县人民政府公布的县级文物保护单位。至今平顺县已公布二批县级文物保护单位，截至2012年2月，平顺县有县保46处。
- 第一批：公布时间不详，名单不详
- 第二批：共公布43处，名单不详，其中：[2]
  - 古遗址（2处）
  - 古墓葬（1处）
  - 古建筑（32处）
  - 石窟寺及石刻（5处）
  - 近现代重要史迹及代表性建筑（3处）